# Horbaef
Horbaef (también conocido como Baefhor y Horbaf) fue un príncipe del Antiguo Egipto de la dinastía IV. Su título era el de "hijo del rey". Su nombre se deriva del dios Horus.
| H | Hr · r | bA | f |

| H | Hr · r | bA | f |

Horbaef era hijo del faraón Khufu y una mujer desconocida. Se casó con su medio hermana Meresankh II y tuvieron dos hijas, Nefertkau III y Nebty-tepites. También pueden haber tenido un hijo llamado Djaty. Tras la muerte de Horbaef, su viuda Meresankh se casó con un faraón, otro medio hermano suyo, ya fuera Djedefra o bien Khafra, y así se convirtió en reina . Es posible que Djaty fuera hijo de Meresankh con su segundo marido pues tenía el título de "hijo del cuerpo del rey", y Horbaef fue príncipe pero nunca rey.
Horbaef fue sepultado en la mastaba G 7410-7420 de Guiza. Meresankh también fue enterrada allí.